# 1.ª Divisão de Infantaria dos Estados Unidos
A 1.ª Divisão de Infantaria dos Estados Unidos (1ID) é uma divisão de armas combinadas do Exército dos Estados Unidos. É a mais antiga divisão em serviço contínuo do Exército Regular. Ela tem visto serviço desde sua organização na Frente Ocidental em 1917 durante a Primeira Guerra Mundial. Foi oficialmente apelidada de "The Big Red One" (abreviado como "BRO") após seu remendo no ombro e também é apelidada de "The Fighting First". A divisão também recebeu os apelidos de tropa de "The Big Dead One" e "The Bloody First" como trocadilhos com os respectivos apelidos oficialmente sancionados. Atualmente, sua sede está baseada em Fort Riley, Kansas.